# 張性

在紅血球細胞裡發生的滲透現象。

張性（英語：tonicity）又称涨度、滲壓性，在化学生物学中，是有效渗透压梯度（effective osmotic pressure gradient）的度量，也是细胞膜（半透膜）隔开的两溶液水势。张性决定了渗透通量的方向和大小。
张性取决于选择性不透膜溶质在细胞膜两侧的相对浓度，亦即决定于细胞膜的半透性与细胞内液及细胞外液的渗透浓度，常用于描述浸泡在外部溶液中细胞的肿胀与皱缩反应。

## 高張（hypertonicity）
當细胞置於高張溶液（hypertonic solution）中，细胞內的滲透壓會小於細胞外的滲透壓，细胞內的溶質濃度會低於細胞外的溶質濃度，细胞內的水勢會高於細胞外的水勢，細胞外可以穿過細胞膜的物質（不包含水）便會擴散到細胞內（擴散作用），水會從細胞內滲透到细胞外（滲透作用）。

## 低張（hypotonicity）
當细胞置於低張溶液（hypotonic solution）中，细胞內的滲透壓會大於細胞外的滲透壓，细胞內的溶質濃度會高於細胞外的溶質濃度，细胞內的水勢會小於細胞外的水勢，細胞內可以穿過細胞膜的物質（不包含水）便會擴散到細胞外（擴散作用），水會從細胞外滲透到细胞內（滲透作用）。

## 等張（isotonicity）
當细胞置於等張溶液（isotonic solution）中，细胞內的滲透壓等於細胞外的滲透壓，细胞內的溶質濃度等於細胞外的溶質濃度，细胞內的水勢等於細胞外的水勢，水滲透出入細胞的速度相同，水沒有淨流入或淨流出細胞。
等渗溶液：与血浆渗透压相等的溶液。例如质量分数为0.9%的氯化钠溶液或质量分数为5%的葡萄糖溶液。